# Площади Белграда
На территории современного Белграда городские площади стали появляться только во второй половине XIX столетия. Это было обусловлено тем, что только в 1867 году из города эвакуировался турецкий гарнизон, после чего в нем началось масштабное строительство и прокладка новых улиц, согласно плану инженера Эмилиана Йосимовича. Исключением является Студенческая площадь, появившаяся в 1824 году. Она является наиболее старой площадью Белграда, а наиболее известной — Площадь Республики.

## Список площадей
| Название                                      | Время основания          | Местонахождение                 | Описание | Фото |
| --------------------------------------------- | ------------------------ | ------------------------------- | --- | ---- |
| Авиаторов серб. Авиjатичарски трг             | Вторая половина XIX века | 44°50′29″ с. ш. 20°24′48″ в. д. | В центре площади расположен парк с памятником павшим в годы Второй мировой войны. До 1997 года площадь была названа в честь Югославской народной армии. |      |
| Бранко Радичевича серб. Трг Бранка Радичевића |                          |                                 | |      |
| Карагеоргия серб. Карађорђев трг              | 1870-е гг.               | 44°50′15″ с. ш. 20°25′02″ в. д. | Современный облик получила в конце XX века |      |
| Копитарева градина серб. Копитарева градина   |                          |                                 | |      |
| Магистрата серб. Магистратски трг             | Вторая половина XIX века | 44°50′40″ с. ш. 20°24′48″ в. д. | На площади находится здание Магистрата Земуна, по которому она и была названа |      |
| Николы Пашича серб. Трг Николе Пашића         | 1953                     | 44°48′45″ с. ш. 20°27′46″ в. д. | Памятник Николе Пашичу воздвигнут посреди площади в 1998 году. |      |
| Освобождения серб. Трг Ослобођења             |                          |                                 | |      |
| Республики серб. Трг републике                |                          |                                 | |      |
| Савская серб. Савски трг                      |                          |                                 | |      |
| Славия серб. Славиjа                          | Конец XIX века           | 44°48′09″ с. ш. 20°24′48″ в. д. | С 1947 года и до начала 2000-х гг. была названа в честь известного сербского социалиста Дмитрия Туцовича. |      |
| Студенческая серб. Студентски трг             | 1824                     | 44°48′09″ с. ш. 20°24′48″ в. д. | Наиболее старая площадь Белграда, единственная появившаяся во время, когда город принадлежал Османской империи. Близ площади находится здание Ректората Белградского университета, а также корпуса Философского, Филологического и Природно-математического факультета. |      |
| Теразие серб. Теразиjе                        |                          |                                 | |      |
| Цане Бабович серб. Трг С. Цане Бабовић        |                          |                                 | |      |
| Цветная серб. Цветни трг                      |                          |                                 | |      |
| Школьная серб. Школски трг                    |                          |                                 | |      |
| Шумадии серб. Шумадиjски трг                  |                          |                                 | |      |